# Paradisea
Genre
Synonymes
- Allobrogia Tratt.[2]
- Czackia Andrz.[2]
- Hyperogyne Salisb.[2]
- Liliastrum Fabr.[2]
- Liliastrum Link[2]
- Pleisolirion Raf.[2]

Paradisea est un genre de plantes herbacées de la famille des Asparagacées selon la classification phylogénétique APG II (2003) (de la famille des Xanthorrhoéacées dans la classification phylogénétique APG III (2009)) et de celle des Liliacées dans la classification classique. Certaines des espèces du genre Paradisea étaient précédemment classées au sein du genre des Phalangères.

## Liste d'espèces
Selon BioLib (8 février 2019), Catalogue of Life (8 février 2019), GRIN (8 février 2019) et The Plant List (8 février 2019) :
- Paradisea liliastrum (L.) Bertol.
- Paradisea lusitanica (Cout.) Samp

Selon Tropicos (8 février 2019) (Attention liste brute contenant possiblement des synonymes) :
- Paradisea bulbulifera Lingelsh.
- Paradisea bulbuliferum Lingelsh. ex H. Limpr.
- Paradisea liliastrum (L.) Bertol.
- Paradisea lusitanica (Cout.) Samp.
- Paradisea minor C.H. Wright
- Paradisea stenantha (Ravenna) Ravenna